# حمام السمرة

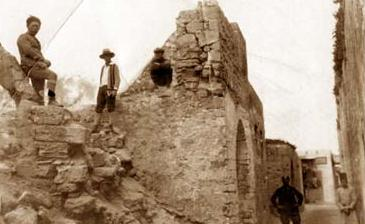
حمام السمرة في أواخر العشرينيات

حمام السمرة أحد أهم المعالم المعمارية العثمانية في فلسطين. يقع بحي الزيتون في غزة، يعود تاريخ انشاؤه إلى عام 700ه-1300م. وهناك حمام بنفس الاسم في نابلس، ويعتبر أحد النماذج الرائعة للعمارة العثمانية في تصميم الحمامات العامة في البلاد. وهو الحمام الوحيد الباقي قبل قصفه من الإحتلال الإسرائيلي عام 2023 في مدينة غزة.

## عمارة الحمام
يأتي في تخطيط الحمام الذي تبلغ مساحته 500 متر الانتقال التدريجي من الغرفة الساخنة إلى الغرفة الدافئة إلى الغرفة الباردة والتي سقفت بقبة ذات فتحات مستديرة معشقة بالزجاج الملون الذي يسمح لأشعة الشمس من النفاذ لإضاءة القاعة بضوء طبيعي يضفي على المكان رونقاً وجمالاً، بالإضافة إلى الأرضية الجميلة التي رصفت بمداور رخامية ومربعات ومثلثات ذات ألوان متنوعة. يتكون الحماما من أربعة أقسام رئيسية قسم للراحة ويسمة الإيوان، وقسم توجد فيه غرف البخار، وقسم يتم في عمل المساج، وقسم توقد فيه النار. يبدأ مدخل الحمام بممر يشبه الدهليز، مسقوف بعقود نصف برميلية، ويوجد بداخله قاعة تحتوي نافورة ثمانية الشكل محاطة بأربعة إيوانات. وقد رمم الحمام مؤخراً وأصبح أكثر جمالاً وروعة. يوجد بداخل الحمام العديد من المقتنيات القديمة والأثرية، 

## الأهمية العلاجية
يتوافد الناس بالذهاب لحمام السمرة الذي يعتبر مزار طبي وسياحي، لأهداف علاجية، كعلاج بعض المشاكل التي تواجه الجسم منها آلام العظام، وبهدف الاسترخاء والراحة، ويعمل الاستحمام في هذه الحمامات على تنشيط الدورة الدموية، والتخلص من الإرهاق والتعب، من خلال عمليات المساج والغرف المشبعة بالبخار، وتعمل مياه الحمام التي يتم تسخينها بالنار والحطب على امتصاص الرطوبة الموجودة داخل الجسم.

## التدمير خلال العدوان الإسرائيلي 2023
في 30 ديسمبر 2023، تعرض حمّام السُمرة للقصف من قبل الطائرات الحربية الإسرائيلية، مما أدى إلى تدميره بالكامل. وأفادت وزارة الثقافة الفلسطينية أن الحمّام كان يُعتبر مزارًا سياحيًا وعلاجيًا في الوقت ذاته، وأنه كان الحمّام الوحيد المتبقي في غزة .